# Ullerwood Castle
Ullerwood Castle (oder Ullersford Castle) ist eine abgegangene Burg beim Dorf Ringway im englischen Verwaltungsbezirk Greater Manchester.
Die Burg wird erstmals 1173 urkundlich erwähnt. Dort ist vermerkt, dass Hamo de Masci die Burgen von Ullerwood und Dunham besitzt. Darüber hinaus gibt es keine weiteren zeitgenössischen Dokumente über die Burg.
Oft wird Ullerwood Castle mit Watch Hill Castle im nahegelegenen Bowdon verwechselt. Allerdings handelt es sich dabei um zwei unterschiedliche Burgen, die vermutlich beide Hamo de Masci gehörten.
Die Überreste der Burg liegen unter einem Haus und sind von Bäumen umgeben.